# C. J. Wilcox
Pour les articles homonymes, voir Wilcox.
Brian Craig « C. J. » Wilcox, né le 30 décembre 1990 à Pleasant Grove, Utah (États-Unis), est un joueur américain de basket-ball. Il évolue au poste d'arrière.

## Carrière universitaire
En 2010, il rejoint les Huskies de Washington en NCAA.

## Carrière professionnelle
Wilcox est choisi en 28e place par les Clippers de Los Angeles lors de la Draft 2014 de la NBA.
Blessé à l'épaule, il ne peut pas participer à la NBA Summer League de Las Vegas. Le 12 juillet 2014, il signe son premier contrat professionnel avec les Clippers.
Après seulement 3 matchs avec les Clippers, il est assigné aux Mad Ants de Fort Wayne en NBA D-League, puis retourne aux Clippers fin janvier 2015.

## Records sur une rencontre en NBA
Les records personnels de C. J. Wilcox, officiellement recensés par la NBA sont les suivants :
| Type de statistique        | Saison régulière | Saison régulière        | Saison régulière |
| Type de statistique        | Record           | Adversaire              | Date             |
| -------------------------- | ---------------- | ----------------------- | ---------------- |
| Points                     | 3                | 3 fois                  |                  |
| Paniers marqués            | 1                | 4 fois                  |                  |
| Paniers tentés             | 4                | Lakers de Los Angeles   | 7 janvier 2015   |
| Paniers à 3 points réussis | 1                | 3 fois                  |                  |
| Paniers à 3 points tentés  | 2                | Magic d'Orlando         | 3 décembre 2014  |
| Lancers francs réussis     |                  |                         |                  |
| Lancers francs tentés      |                  |                         |                  |
| Rebonds offensifs          |                  |                         |                  |
| Rebonds défensifs          | 1                | @ Wizards de Washington | 12 décembre 2014 |
| Rebonds totaux             | 1                | @ Wizards de Washington | 12 décembre 2014 |
| Passes décisives           | 2                | Magic d'Orlando         | 3 décembre 2014  |
| Interceptions              |                  |                         |                  |
| Contres                    |                  |                         |                  |
| Balles perdues             |                  |                         |                  |
| Minutes jouées             | 6                | 2 fois                  |                  |

- Double-double : aucun (au 08/01/2015)
- Triple-double : aucun.

## Palmarès
- 2x First team All-SEC (2013–2014)
- McDonald's All-American (2011)

## Statistiques

### Universitaires
Les statistiques en matchs universitaires de C. J. Wilcox sont les suivants :
| Année     | Équipe                | Matches | Titul. | Min./m. | %tir | %3pts | %l-f | rbds/m. | pass/m. | int/m. | ctr/m. | pts/m. |
| --------- | --------------------- | ------- | ------ | ------- | ---- | ----- | ---- | ------- | ------- | ------ | ------ | ------ |
| 2010-2011 | Huskies de Washington | 33      | 6      | 15,8    | 41,9 | 40,1  | 80,6 | 2,06    | 0,88    | 0,42   | 0,30   | 8,12   |
| 2011-2012 | Huskies de Washington | 32      | 12     | 28,5    | 43,7 | 40,3  | 83,9 | 3,38    | 1,22    | 0,91   | 0,62   | 14,22  |
| 2012-2013 | Huskies de Washington | 34      | 34     | 34,8    | 41,9 | 36,6  | 81,6 | 4,29    | 1,91    | 1,09   | 1,03   | 16,76  |
| 2013-2014 | Huskies de Washington | 32      | 32     | 34,9    | 45,3 | 39,1  | 87,3 | 3,72    | 2,53    | 1,00   | 1,00   | 18,34  |
| Total     |                       | 131     | 84     | 28,5    | 43,3 | 38,9  | 84,0 | 3,37    | 1,63    | 0,85   | 0,74   | 14,35  |

## Palmarès
- 2x Second team All Pacific-12 (2013–2014)
- Pac-10 All-Freshman Team (2011)